# Hilgertshausen-Tandern
Hilgertshausen-Tandern – gmina w Niemczech, w kraju związkowym Bawaria, w rejencji Górna Bawaria, w regionie Monachium, w powiecie Dachau. Leży około 20 km na północ od Dachau, nad rzeką Ilm.

## Dzielnice
W skład gminy wchodzą następujące dzielnice: Hilgertshausen, Tandern, Buxberg, Ed, Eichenried, Gartelsried, Gumpersdorf, Hollerschlag, Mannried, Michelskirchen, Neßlholz, Niederdorf, Oberdinkelhof, Oberdorf, Obertsloh, Pirket, Pranst, Reichel, Stadelham, Thalhof, Thalmannsdorf, Thonhof, Unterdinkelhof, Weiherhaus, Weitenwinterried i Winterried.

## Demografia
Dane o ludności z 31 grudnia 2008:
| Opis                                | Ogółem | Ogółem | Kobiety | Kobiety | Mężczyźni | Mężczyźni |
| ----------------------------------- | ------ | ------ | ------- | ------- | --------- | --------- |
| Jednostka                           | osób   | %      | osób    | %       | osób      | %         |
| Populacja                           | 3145   | 100    | 1553    | 49,38   | 1592      | 50,62     |
| Wiek przedprodukcyjny (0–17 lat)    | 671    | 21,34  | 354     | 11,26   | 317       | 10,08     |
| Wiek produkcyjny (18–65 lat)        | 1966   | 62,51  | 925     | 29,41   | 1041      | 33,1      |
| Wiek poprodukcyjny (powyżej 65 lat) | 508    | 16,15  | 274     | 8,71    | 234       | 7,44      |

## Polityka
Wójtem gminy jest Johann Kornprobst z FWG, poprzednio urząd ten obejmował Hermann Zanker, rada gminy składa się z osób.
|      | CSU | SPD | FWG | BL Tandern | Razem |
| 2008 | 4   | 1   | 9   | 2          | 16    |
| 2002 | 4   | 2   | 7   | 3          | 16    |